# Caudebec-en-Caux
Caudebec-en-Caux település Franciaországban, Seine-Maritime megyében. Lakosainak száma 2302 fő (2018. január 1.). Caudebec-en-Caux Maulévrier-Sainte-Gertrude községgel határos.

## Népesség
A település népességének változása:
| Lakosok száma | 2775 | 2843 | 2729 | 2265 | 2342 | 2310 | 2231 | 4222 | 2231 | 2302 |
|               | 1962 | 1968 | 1975 | 1990 | 1999 | 2008 | 2013 | 2016 | 2017 | 2018 |